# Hermann Freiherr Schenck zu Schweinsberg
Hermann Karl Hans Wilhelm Reinhold Freiherr von Schenck zu Schweinsberg (* 17. April 1866 in Darmstadt; † 21. Januar 1937, ebenda) war Kreisrat, später Kreisdirektor, der Kreise Alzey und Friedberg im Großherzogtum Hessen und dann im Volksstaat Hessen.

## Familie
Seine Eltern waren der Oberkonsistorialrat Karl Freiherr von Schenck zu Schweinsberg (1831–1873) und dessen Frau Mathilde, geborene von Eyff.
Hermann von Schenck zu Schweinsberg heiratete 1894 Eleonora von Herff (1867–1944), genannt „Ella“, eine Tochter des Generalmajors August von Herff.

## Karriere
Hermann von Schenck zu Schweinsberg studierte Rechtswissenschaft. 1891 wurde er Regierungsassessor in Darmstadt, 1895 Amtmann des Kreises Alzey, 1898 beim Kreis Gießen. 1900 wechselte er als ständiger juristischer Hilfsarbeiter und Oberfinanzassessor zum Ministerium der Finanzen. 1902 erfolgte die Beförderung zum Regierungsrat und 1905 wurde er Kreisrat des Kreises Alzey. 1912 wurde er gleichzeitig Mitglied des Verwaltungsgerichtshofs Darmstadt. Ab 1913 amtierte er als Kreisrat des Kreises Friedberg. Im ganzen Großherzogtum wurden 1917 die Kreisräte zu Kreisdirektoren heraufgestuft, so dass Hermann von Schenck zu Schweinsberg nun ebenfalls den Titel „Kreisdirektor“ führte. Die Novemberrevolution überstand er im Amt. 1921 wechselte er als Oberregierungsrat zum Landesernährungsamt und von dort 1922 als Ministerialrat zum Ministerium für Arbeit und Wirtschaft des Volksstaates Hessen. 1925 ging Hermann von Schenck zu Schweinsberg in den Ruhestand.

## Weitere Engagements
- 1901–1906 Mitglied der III. Abteilung der Prüfungskommission für das Finanz- und Technische Fach[1]
- Mitglied des Technischen Oberprüfungsamts[1]

## Ehrungen
- 1895 Kammerjunker[1]
- 1900 Kammerherr[1]
- 1909 Ritterkreuz I. Klasse des Verdienstordens Philipps des Großmütigen[1]
- 1913 Hofdienstehrenzeichens für 25 Dienstjahre[1]
- 1913 Preußische Rote Kreuzmedaille III. Klasse[1]
- 1917 Geheimer Regierungsrat[1]
- 1918 Offizierskreuz des bulgarischen St. Alexander-Ordens[1]